# Curva sestica
In matematica una curva sestica è una curva algebrica piana di sesto grado. Può essere definita da un polinomio della forma:
L'equazione ha 28 coefficienti, ma la curva non cambia se li moltiplichiamo tutti per una costante non nulla.
Quindi i coefficienti essenziali sono 27 e le sestiche sono 
∞{\displaystyle ^{27}}.
E una di esse è individuata dal suo passaggio per 27 punti generici.
Una curva sestica ({\displaystyle n=6}) irriducibile può avere al massimo:
- {\displaystyle {\frac {1}{2}}(n-1)(n-2)+1=11} componenti connesse;
- {\displaystyle {\frac {1}{2}}(n-1)(n-2)=10} punti doppi;
- {\displaystyle {\frac {n}{2}}(n-2)(n^{2}-9)=324} rette bitangenti;
- {\displaystyle 3n(n-2)=72} punti di flesso.

## Esempi

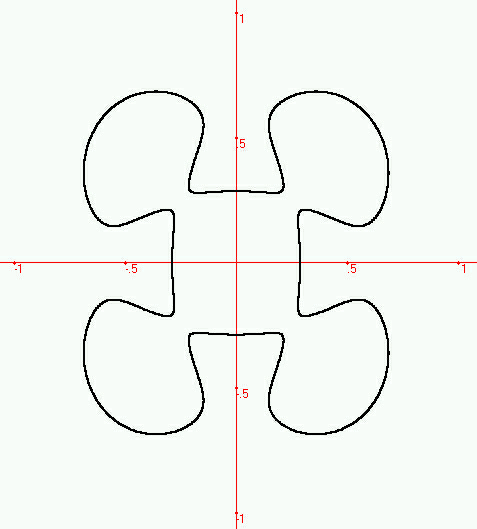
Curva a girandola
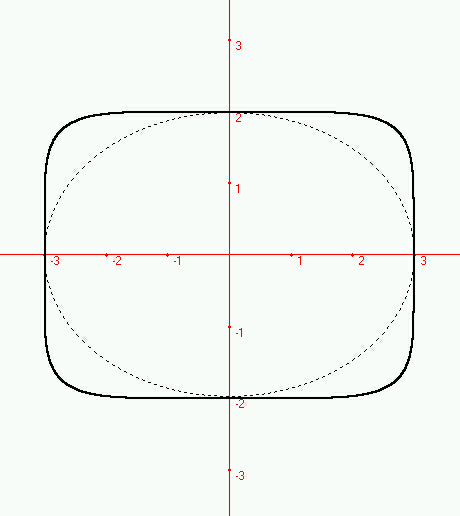
Superellisse
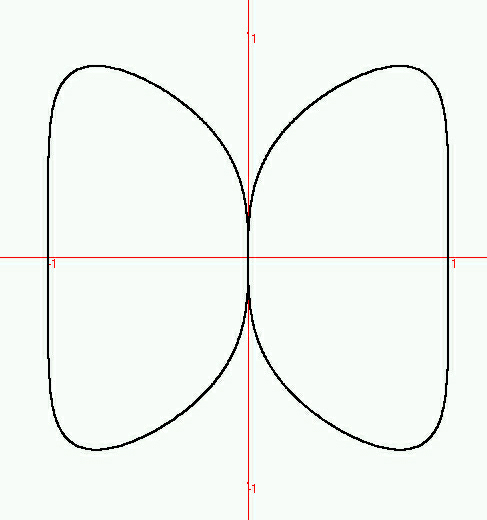
Curva a farfalla
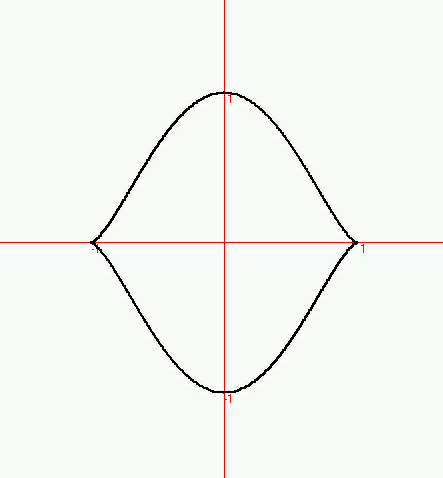
Curva a bacio
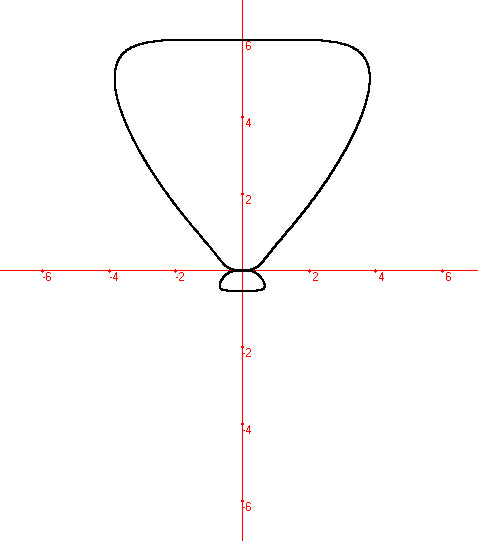
Curva a mongolfiera
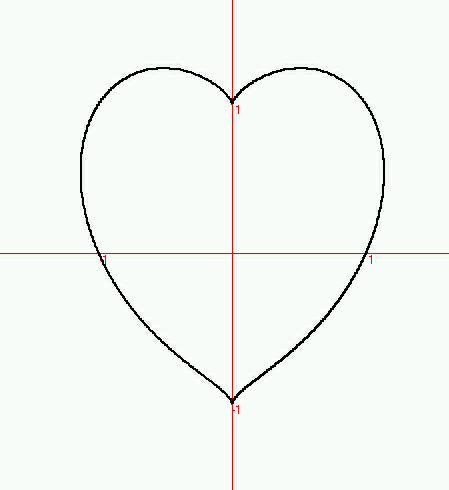
Curva a cuore
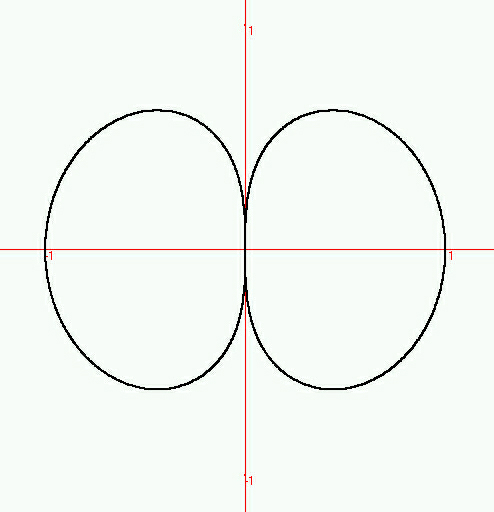
Curva a dipolo
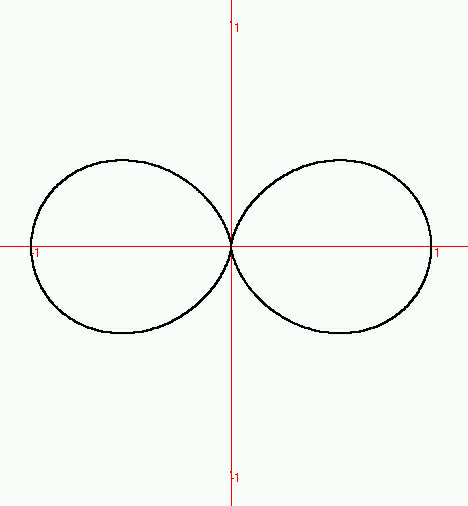
Curva a doppio uovo
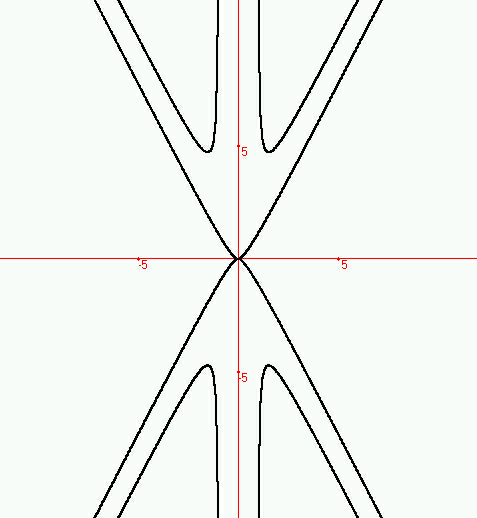
Archi di Samotracia
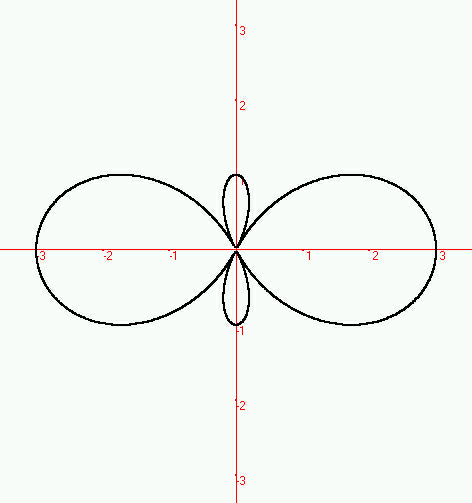
Cicloide di Ceva
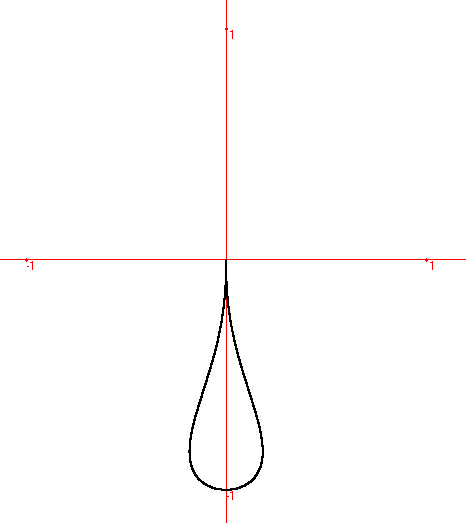
Curva a lacrima
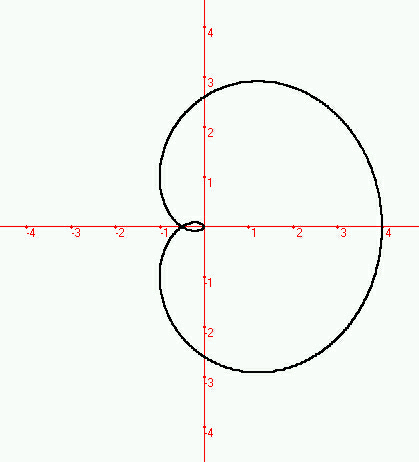
Curva di Cayley
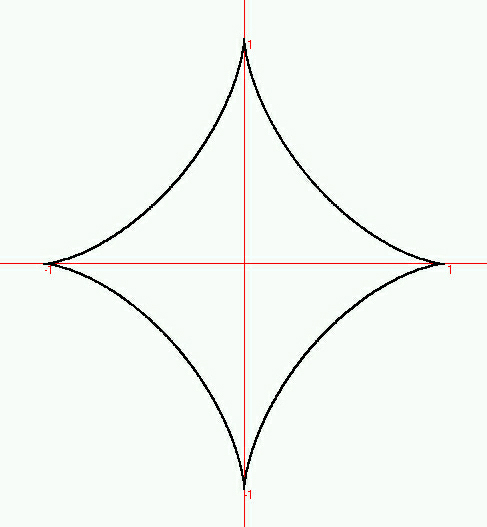
Curva astroide
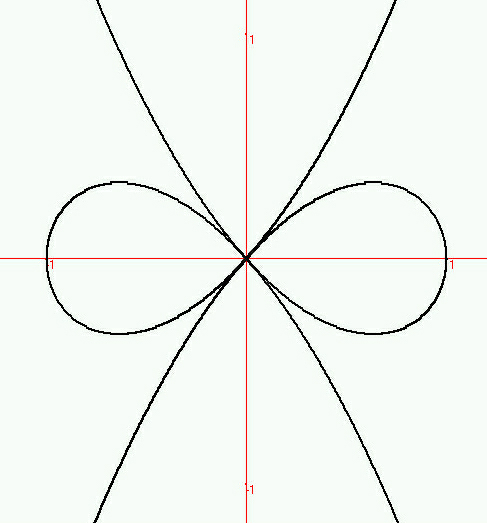
Curva nodo a farfalla
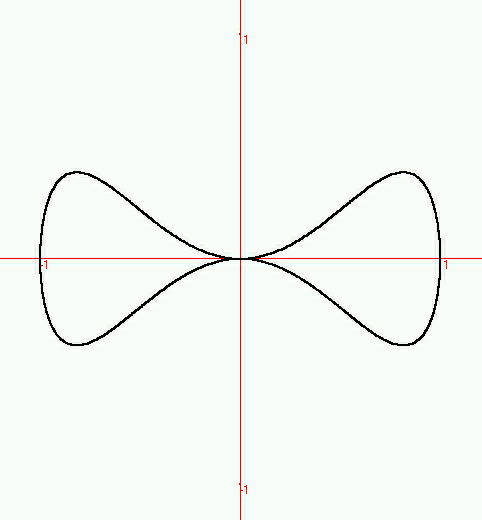
Curva a manubrio
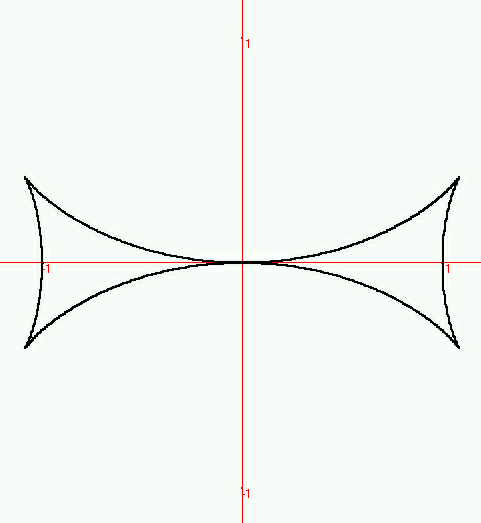
Curva a Croce di Malta
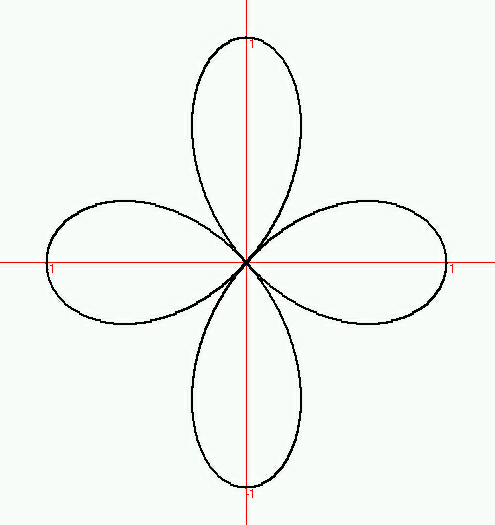
Curva a quadrifoglio dritto
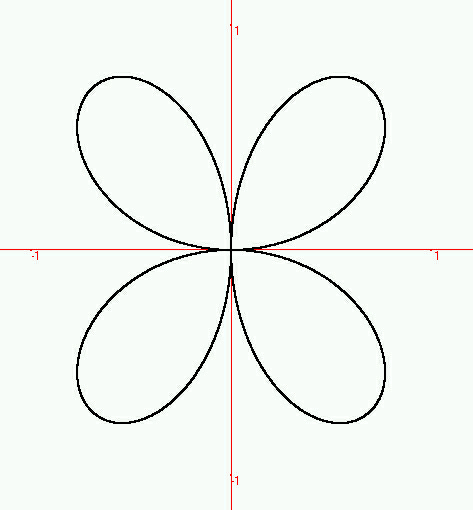
Curva a quadrifoglio obliquo
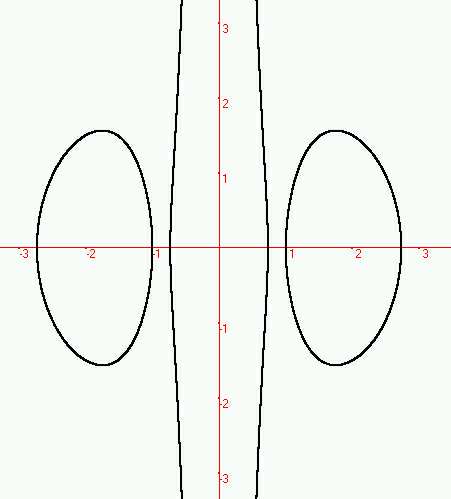
Curva atriftaloide
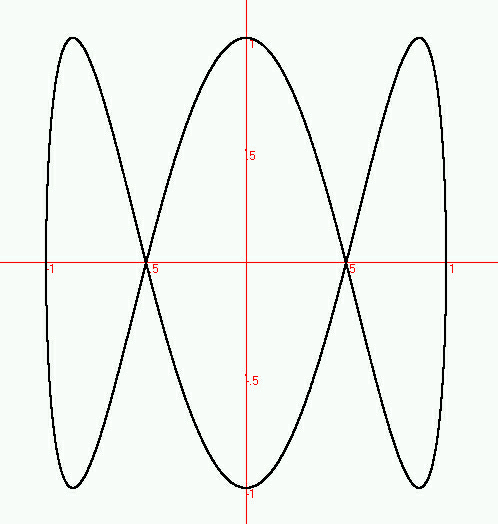
Curva di Lissajous
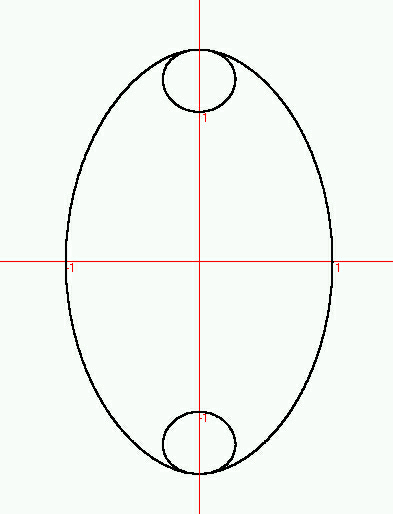
Curva cornoide
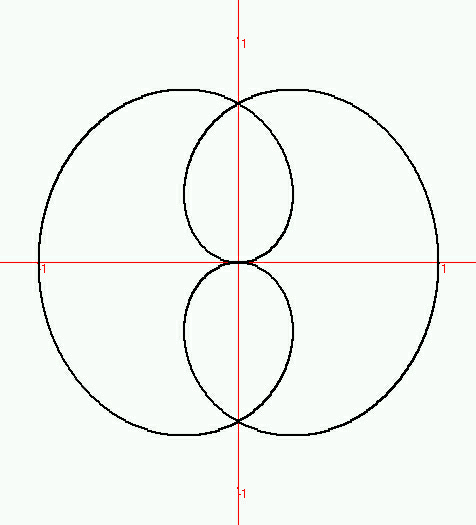
Curva foglio di Dürer
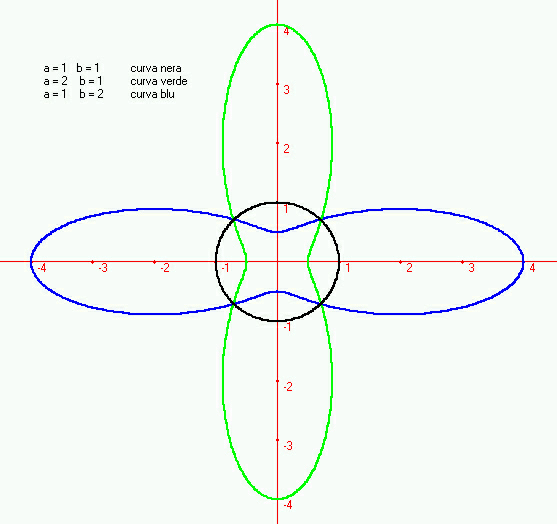
Curva radiale dell'ellisse
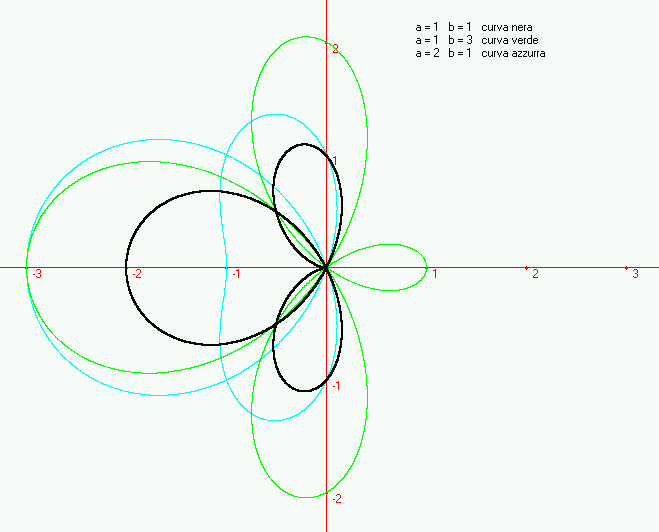
Curva a scarabeo dritto
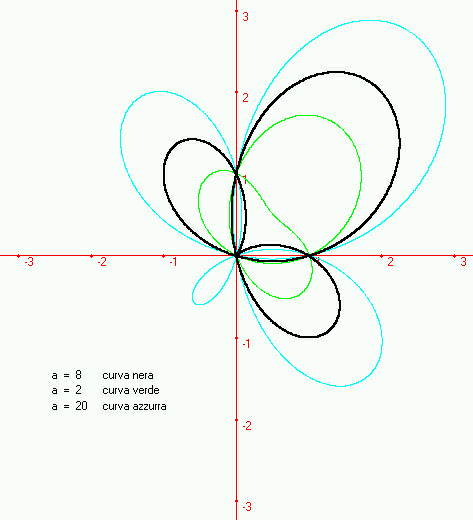
Curva a scarabeo obliquo
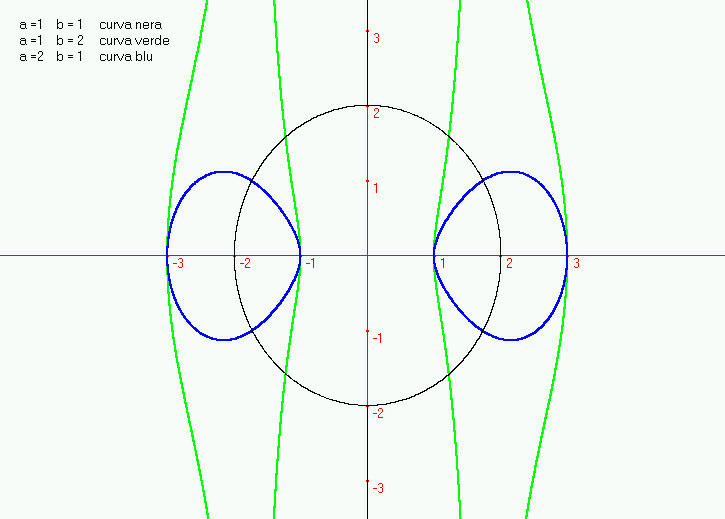
Curva a biella-manovella
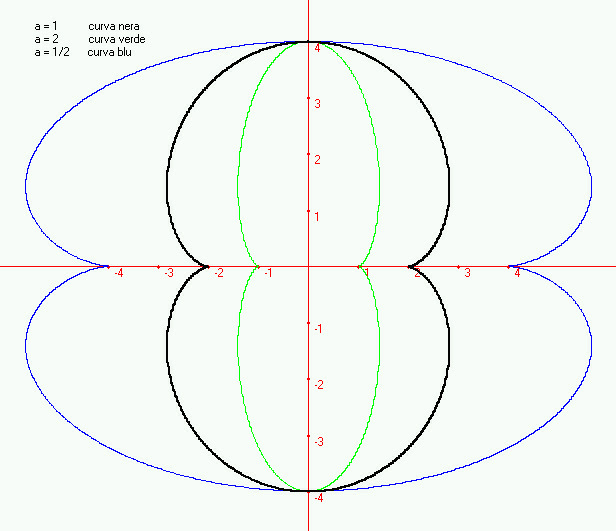
Curva nefroide
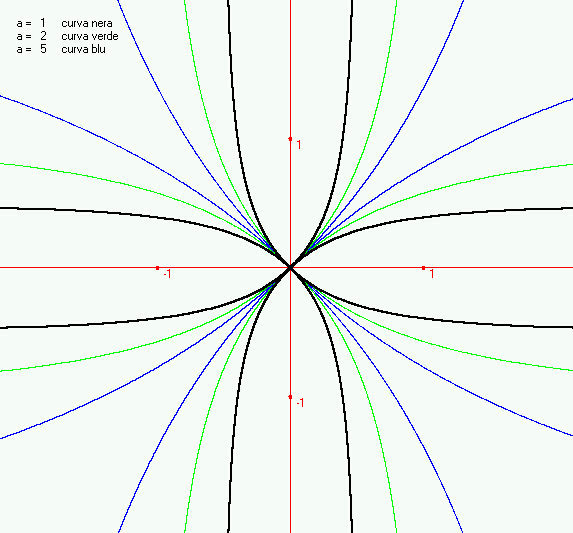
Curva a mulino a vento
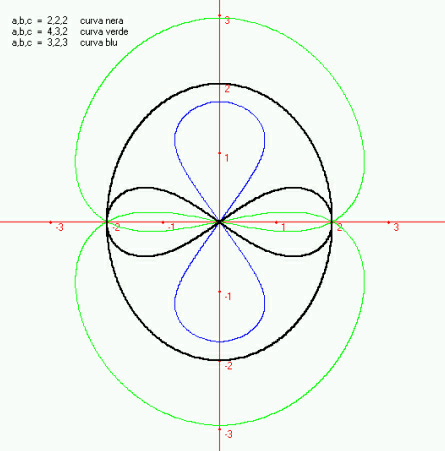
Curva di Watt
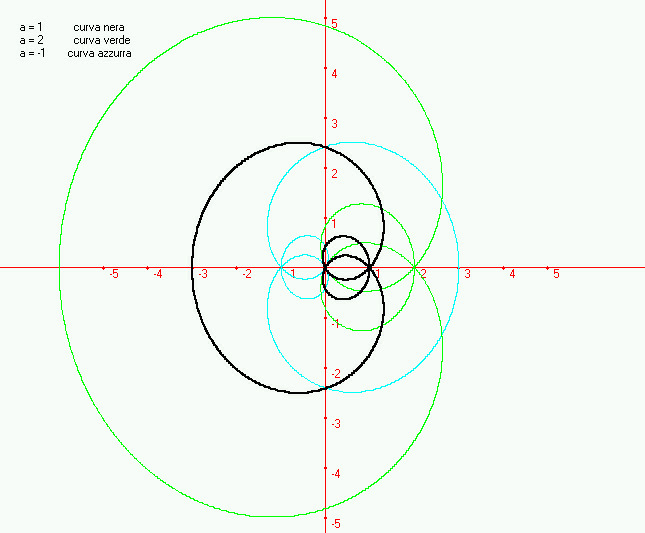
Curva nefroide di Freeth
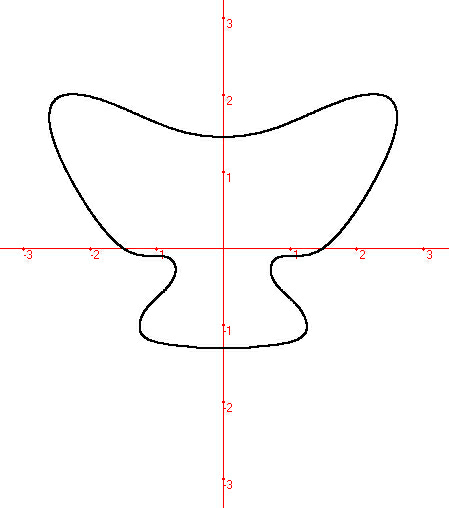
Curva a vaso
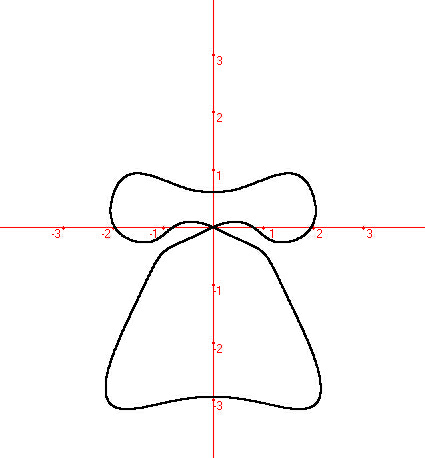
Curva a telefono
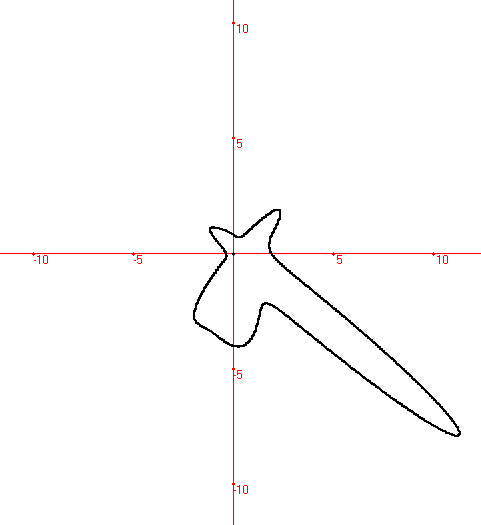
Curva a tomahawk
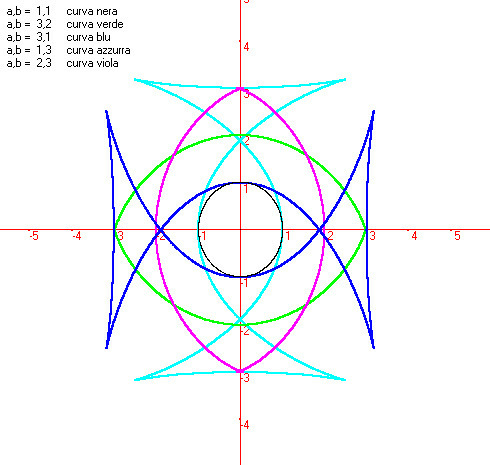
Curva di Talbot
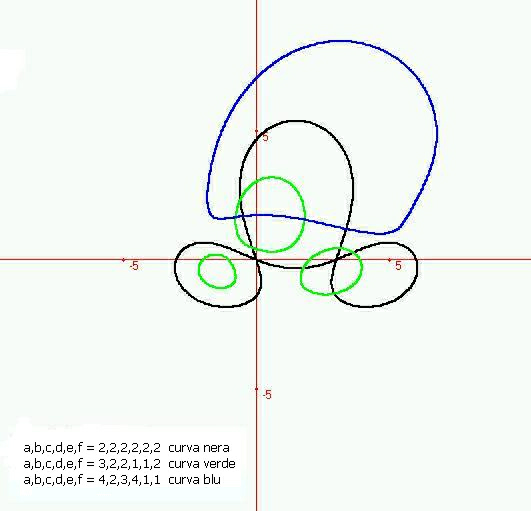
Curva a tre barre
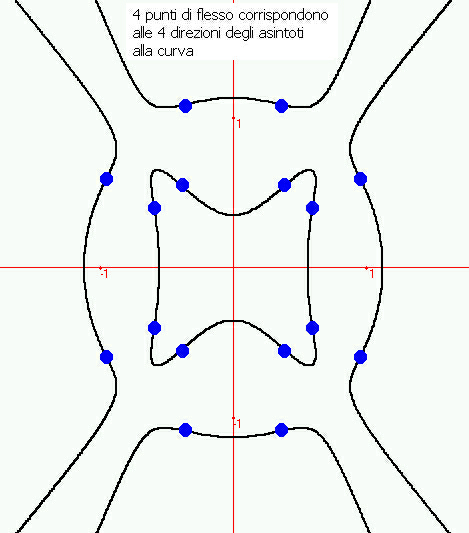
Curva con 20 flessi
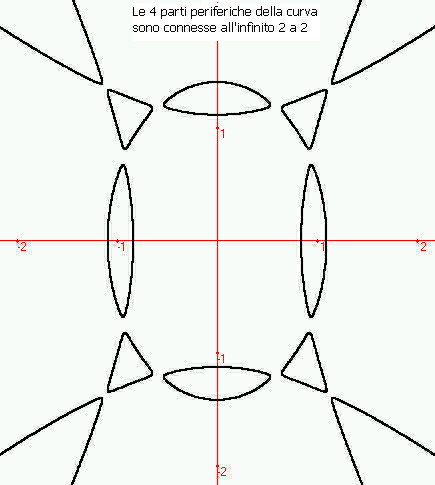
Curva decaconnessa
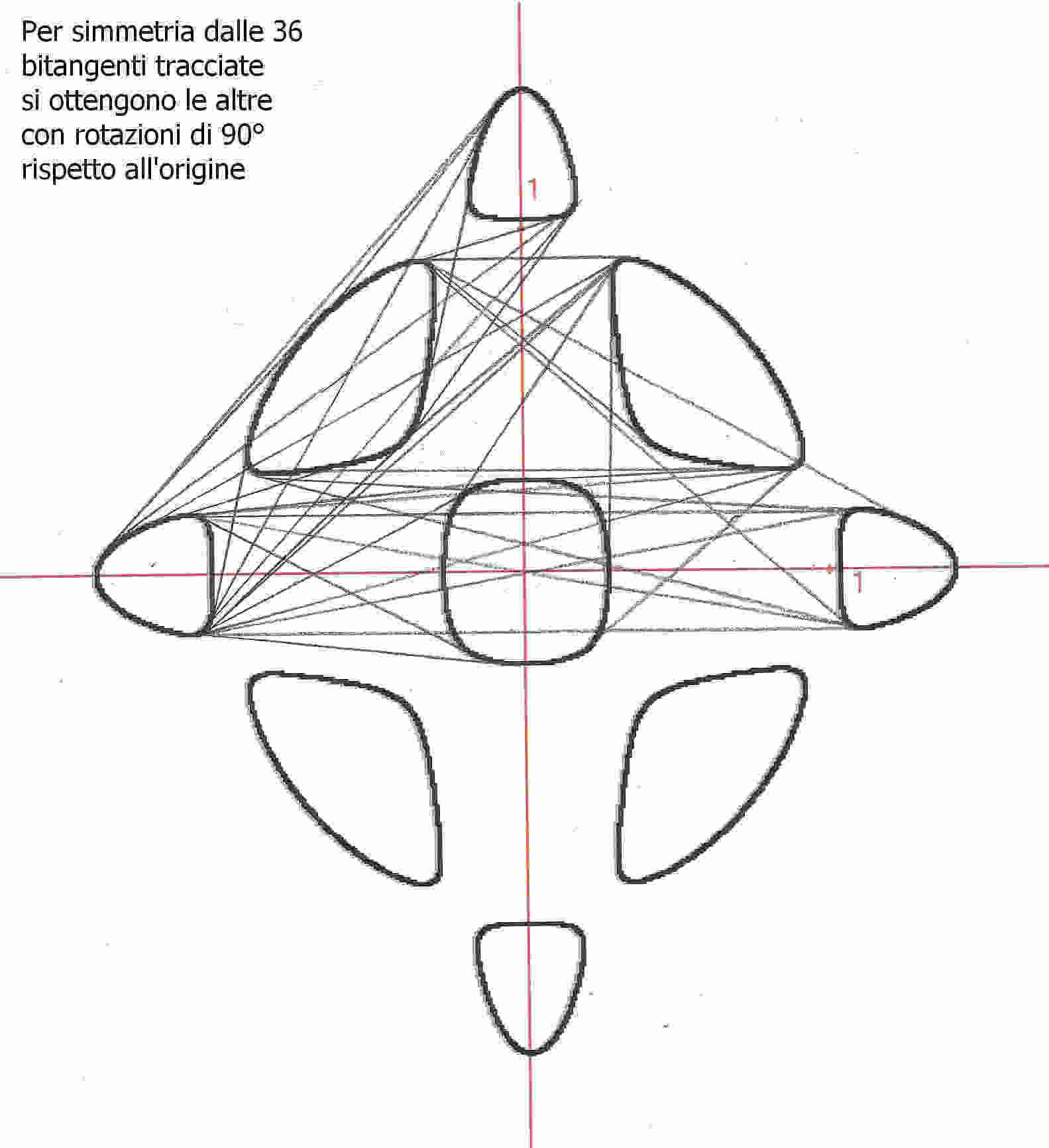
Curva a 144 bitangenti
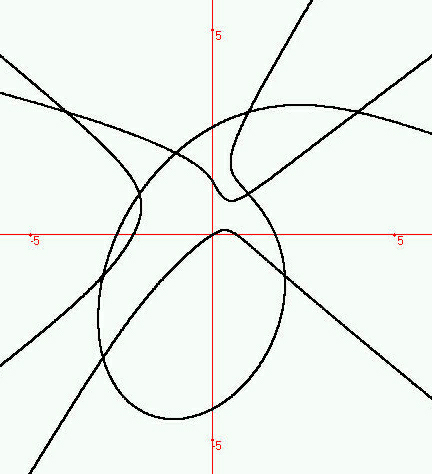
Curva ennanodata

{\displaystyle 10(4x^{2}+4y^{2}-1)^{3}-500x^{2}y^{2}+3=0}
- Superellisse

{\displaystyle \left({\frac {x}{3}}\right)^{6}+\left({\frac {y}{2}}\right)^{6}=1}
- Curva a farfalla

{\displaystyle x^{6}+y^{6}-x^{2}=0}
- Curva a bacio

{\displaystyle (1-x^{2})^{3}-y^{2}=0}
- Curva a mongolfiera

{\displaystyle x^{6}+y^{6}-6y^{5}-y^{2}=0}
- Curva a cuore

{\displaystyle (x^{2}+y^{2}-1)^{3}-x^{2}y^{3}=0}
- Curva a dipolo

{\displaystyle (x^{2}+y^{2})^{3}-x^{2}=0}
- Curva a doppio uovo

{\displaystyle (x^{2}+y^{2})^{3}-x^{4}=0}
- Archi di Samotracia

{\displaystyle x^{2}(3x^{2}-y^{2})^{2}-y^{2}(x^{2}+y^{2})=0}
- Cicloide di Ceva

{\displaystyle (x^{2}+y^{2})^{3}-(3x^{2}-y^{2})^{2}=0}
- Curva a lacrima

{\displaystyle x^{6}-x^{5}+y^{2}=0}
- Curva di Cayley

{\displaystyle 4(x^{2}+y^{2}-x)^{3}-27(x^{2}+y^{2})^{2}=0}
- Curva astroide

{\displaystyle (x^{2}+y^{2}-1)^{3}+27x^{2}y^{2}=0}
- Curva nodo a farfalla

{\displaystyle x^{4}(x^{2}+y^{2})-(x^{2}-y^{2})^{2}=0}
- Curva a manubrio

{\displaystyle x^{6}-x^{4}+y^{2}=0}
- Curva a Croce di Malta

{\displaystyle (x^{2}+y^{2})^{3}-x^{2}(x^{2}+20y^{2})+8y^{2}(y^{2}+2)=0}
- Curva a quadrifoglio dritto

{\displaystyle (x^{2}+y^{2})^{3}-(x^{2}-y^{2})^{2})=0}
- Curva a quadrifoglio obliquo

{\displaystyle (x^{2}+y^{2})^{3}-4x^{2}y^{2}=0}
- Curva atriftaloide

{\displaystyle x^{4}(x^{2}+y^{2})-(3x^{2}-2)^{2}=0}
- Curva di Lissajous

{\displaystyle y^{2}-(1-x^{2})(1-4x^{2})^{2}=0}
- Curva cornoide

{\displaystyle (x^{2}+y^{2})^{3}-y^{2}(5y^{2}+6x^{2}-8)+3x^{4}-4=0}
- Curva foglio di Dürer

{\displaystyle (x^{2}+y^{2})(2x^{2}+2y^{2}-1)^{2}-x^{2}=0}
- Curva radiale dell'ellisse

{\displaystyle (a^{2}x^{2}+b^{2}y^{2})^{3}-a^{4}b^{4}(x^{2}+y^{2})^{2}=0}
- Curva a scarabeo dritto

{\displaystyle (x^{2}+y^{2})(x^{2}+y^{2}+ax)^{2}-b^{2}(x^{2}-y^{2})^{2}=0}
- Curva a scarabeo obliquo

{\displaystyle (x^{2}+y^{2})(x^{2}+y^{2}-x-y)^{2}-ax^{2}y^{2}=0}
- Curva a biella-manovella

{\displaystyle (x^{2}+y^{2})(x^{2}+a^{2}-b^{2})^{2}-4a^{2}x^{4}=0}
- Curva nefroide

{\displaystyle (a^{2}x^{2}+y^{2}-4)^{3}-108y^{2}=0}
- Curva a mulino a vento

{\displaystyle 4x^{2}y^{2}(x^{2}+y^{2})-a^{2}(x^{2}-y^{2})^{2}=0}
- Curva di Watt

{\displaystyle (x^{2}+y^{2})(x^{2}+y^{2}-c^{2})^{2}+4a^{2}y^{2}(x^{2}+y^{2}-b^{2})=0}
- Curva nefroide di Freeth

{\displaystyle a^{4}(y^{2}-3x^{2})+8a^{3}x(x^{2}+y^{2})-6a^{2}(x^{2}+y^{2})^{2}+(x^{2}+y^{2})^{3}=0}
- Curva a vaso

{\displaystyle x^{2}(2x^{4}-7x^{2}+7)+3y(2y^{5}-2y^{3}-3y-1)-xy(xy^{2}+2x^{3}+7xy+7x)-3=0:}
- Curva a telefono

{\displaystyle x^{2}(2x^{4}-9x^{2}+5)+9y^{2}(y^{4}+3y^{3}+2y^{2}+4y-4)+2x^{2}y(4x^{2}y-5y^{3}-6y^{2}+4y-9)=0}
- Curva a tomahawk

{\displaystyle x^{4}(29x^{2}-45x-20)+y^{4}(14y^{2}+45y-45)+xy(35x^{4}+12y^{4}-20x^{3}+30y^{3})+5x^{2}y^{2}(6y^{2}-5x^{2}-8xy-2x-3y)=0}
- Curva di Talbot

{\displaystyle a^{6}x^{6}+b^{6}y^{6}+3a^{4}b^{2}x^{4}y^{2}+3a^{2}b^{4}x^{2}y^{4}+(8a^{4}b^{4}-8a^{6}b^{2}-a^{8})x^{4}+(8a^{4}b^{4}-8a^{2}b^{6}-b^{8})y^{4}+(38a^{4}b^{4}-20a^{6}b^{2}-20a^{2}b^{6})x^{2}y^{2}+(8a^{6}b^{4}-32a^{4}b^{6}+16a^{2}b^{8}+8a^{8}b^{2})x^{2}+(8a^{2}b^{8}+8a^{4}b^{6}+16a^{8}b^{2}-32a^{6}b^{4})y^{2}+32a^{6}b^{6}-16a^{8}b^{4}-16a^{4}b^{8}=0}
- Curva a tre barre

{\displaystyle [\sin {A}(x\sin {C}-y\cos {C}-d\sin {C})(x^{2}+y^{2}+b^{2}-e^{2})+y\sin {B}(x^{2}+y^{2}-2dx+d^{2}+a^{2}-f^{2})]^{2}+[\sin {A}(x\cos {C}+y\sin {C}-d\cos {C})(x^{2}+y^{2}+b^{2}-e^{2})-x\sin {B}(x^{2}+y^{2}-2dx+d^{2}+a^{2}-f^{2})]^{2}-4a^{2}\sin ^{2}{B}[\sin {C}(x^{2}-dx-y)-dy\cos {C}]^{2}=0}
ove  {\displaystyle A,B,C}  sono gli angoli opposti ai lati  {\displaystyle a,b,c}  di un triangolo
- Curva con 20 flessi

{\displaystyle (5x^{2}+5y^{2}-6)(3x^{2}-y^{2}-1)(9x^{2}-7y^{2}+1)-1=0}
- Curva decaconnessa

{\displaystyle 2(5x^{2}+3y^{2}-6)(2y^{2}-4y^{2}+5)(10x^{2}-3y^{2}-7)+1=0}
- Curva a 144 bitangenti

{\displaystyle (x^{2}+y^{2}-1)(20x^{2}+y^{2}-2)(x^{2}+20y^{2}-2)+1=0}
- Curva ennanodata

{\displaystyle x^{6}+5,8619y^{6}+4,0033x^{5}y-10,743xy^{5}-7,549x^{4}y^{2}+6,8793x^{2}y^{4}-2,7873x^{3}y^{3}-14,01x^{5}-14,07y^{5}+26,891x^{4}y+19,518xy^{4}+26,291x^{3}y^{2}-47,496x^{2}y^{3}-43,733x^{4}-69,449y^{4}-55,528x^{3}y+54,722xy^{3}+162,51x^{2}y^{2}+69,253x^{3}+303,43y^{3}-217,82x^{2}y-135,8xy^{2}+140,02x^{2}-419,88y^{2}+124,15xy-110,32x+204,46y+0,2014=0}
- Curva a girandola
- Superellisse
- Curva a farfalla
- Curva a bacio
- Curva a mongolfiera
- Curva a cuore
- Curva a dipolo
- Curva a doppio uovo
- Archi di Samotracia
- Cicloide di Ceva
- Curva a lacrima
- Curva di Cayley
- Curva astroide
- Curva nodo a farfalla
- Curva a manubrio
- Curva a Croce di Malta
- Curva a quadrifoglio dritto
- Curva a quadrifoglio obliquo
- Curva atriftaloide
- Curva di Lissajous
- Curva cornoide
- Curva foglio di Dürer
- Curva radiale dell'ellisse
- Curva a scarabeo dritto
- Curva a scarabeo obliquo
- Curva a biella-manovella
- Curva nefroide
- Curva a mulino a vento
- Curva di Watt
- Curva nefroide di Freeth
- Curva a vaso
- Curva a telefono
- Curva a tomahawk
- Curva di Talbot
- Curva a tre barre
- Curva con 20 flessi
- Curva decaconnessa
- Curva a 144 bitangenti
- Curva ennanodata